# Sporadic-E

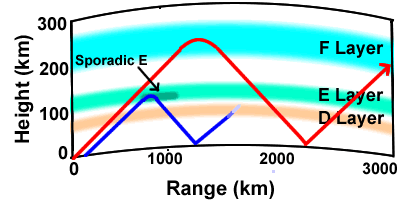
Normalerweise passieren Funksignale oberhalb der normalen Grenzfrequenz der E-Schicht (rot) diese. Während eines sporadischen E-Ereignisses werden die Signale (blau) entweder ganz oder teilweise in der E-Schicht gebrochen, was Weitbereichsverbindungen verschlechtert, aber für besseren Empfang innerhalb der Erstsprungzone bzw. Toten Zone führt.

Als sporadische E-Schicht (Sporadic-E, Es) werden wolkenartige Gebiete hoher Ionisierung in der Ionosphäre in Höhe der E-Schicht bezeichnet. Die sporadische E-Schicht tritt unregelmäßig und nicht vorhersehbar auf, allerdings vorzugsweise in den Monaten Mai bis Juli (in der nördlichen Hemisphäre) und tagsüber, also zu Zeiten von allgemein relativ hoher Ionisierung. Als Ursache für die Es-Bildung werden Windscherungen in der entsprechenden Höhe und Metalleinträge durch Meteore diskutiert.
Die Auswirkungen auf den Kurzwellen-Funkverkehr sehen wie folgt aus:
- Auf hohen Frequenzen, auf denen unter normalen Bedingungen keine (oder nur schwache) Signale zu vernehmen sind, tauchen plötzlich sehr starke Signale, vorzugsweise aus Entfernungen von einigen hundert km bis zu 2300 km (erster Hop) auf,
- Auf mittleren Frequenzen führt Sporadic-E zu einer Reduzierung oder einem Verschwinden der sogenannten Toten Zone (unerreichbares Gebiet zwischen Boden- und Raumwelle).

Ein Ansteigen der Ionisierung durch Sporadic-E führt dazu, dass bei hohen KW-Frequenzen auch Sender in geringerer Entfernung empfangen werden können. Diese Reduzierung der Toten Zone ist gleichbedeutend mit einem Anstieg der maximal brauchbaren Frequenz (MUF). In den Frequenzbereichen oberhalb 30 MHz spricht man dann von Überreichweiten. Je höher die Frequenz, desto seltener kommt es allerdings zu brauchbaren Ausbreitungsbedingungen. Wenige Male im Jahr ist z. B. das UKW-Rundfunkband bei 100 MHz, bzw. das 2-m-Amateurfunkband bei 145 MHz, betroffen.
Während Sporadic-E für die Funkamateure bei 50 MHz und 145 MHz eine willkommene Reichweitensteigerung mit sich bringt, ist es aus Sicht der professionellen Funkdienste sowie der Rundfunkanbieter eine störende Naturerscheinung. Die in aller Regel auf einen festgelegten Versorgungsbereich dimensionierten Funknetze stören sich bei Auftreten von Sporadic-E gegenseitig.
Nicht zu verwechseln ist diese Ausbreitungsart mit troposphärischen Überreichweiten bei Inversionswetterlagen im Bereich über 50 MHz.